# Always Audacious
Always Audacious è un film muto del 1920 diretto da James Cruze. La sceneggiatura di Thomas J. Geraghty si basa sul racconto Toujours de l'Audace di Ben Ames Williams pubblicato su The Saturday Evening Post dal 3 al 17 gennaio 1920.

## Produzione
Il film fu prodotto dalla Famous Players-Lasky Corporation. La fotografia si deve a Charles Edgar Schoenbaum che appare come direttore della fotografia, mentre come operatore appare il nome di Karl Brown.

## Distribuzione
Il copyright del film, richiesto dalla Famous Players-Lasky Corp., fu registrato il 10 ottobre 1920 con il numero LP15710.

Distribuito dalla Famous Players-Lasky Corporation e dalla Paramount Pictures, il film uscì nelle sale statunitensi il 14 novembre 1920. In Francia, uscì il 9 giugno 1922, con il titolo Toujours de l'audace; in Danimarca, il 21 agosto 1922, come Den falske Millionær; in Finlandia, il 13 novembre 1922; in Ungheria, il 2 dicembre 1922, come A milliomos szegénylegény; in Spagna, prese il titolo Siempre audaz, in Svezia, quello di Luffarmiljonären.
Non si conoscono copie ancora esistenti della pellicola che viene considerata presumibilmente perduta.